# Jack Keane: al rescate del imperio británico
Jack Keane: al rescate del imperio británico es un juego de aventura de 2007 desarrollado por Deck13 Interactive, publicado por 10tacle Studios, y distribuido digitalmente por Legacy Interactive. Jack Keane es un juego de aventuras en el espíritu de Monkey Island, con referencias a juegos de ordenador bien conocidos y películas clásicas. Los jugadores asumen el papel de un aventurero desafortunado y fanfarrón y lo acompañan en sus viajes por 15 localizaciones a través de Londres, Ciudad del Cabo, y la Isla de Tooth. El juego contiene varias referencias humorísticas, por ejemplo, con respecto a Indiana Jones, las series de juegos de aventura Monkey Island, el juego de ordenador Ankh, Star Wars, la serie de TV Lost y las películas de El Señor de los Anillos.

## Trama
En la Inglaterra colonial, bajo un cierto grado de coerción, Jack acepta un trabajo que no sólo le causará una gran cantidad de problemas, sino también darán a conocer la respuesta a un misterio de su distante pasado. La falta de dinero lleva a Jack a aceptar un estatuto para llevar a un agente secreto británico a la misteriosa Isla de Tooth. Cuando el barco de Jack se destroza en los acantilados de la misteriosa isla a su llegada y el agente secreto se convierte rápidamente en comida para un monstruo de la selva, Jack pronto se queda para hacer frente a la situación por su cuenta. Los jugadores interactúan con docenas de personajes y usan más de 250 objetos encontrados para resolver puzles, mientras Jack se acerca a resolver el misterio de su pasado y su vinculación con el presente.

## Secuela
Una secuela del juego, Jack Keane 2: El Fuego Interior fue lanzada en 2012.